# BrowserChoice.eu
BrowserChoice.euは、EU加盟地域向けに作られた、ウェブブラウザを複数の候補の中から選択して利用するためのウェブサイトである。マイクロソフトの欧州連合における競争法違反事件を受け、2010年3月に公開された。

## 経緯
オペレーティングシステム市場においてMicrosoft Windowsは支配的地位を築いている。マイクロソフトはこれを利用し、Internet ExplorerをWindows製品に同梱することによってウェブブラウザ市場でも圧倒的なシェアを築き上げていた。この手法について欧州委員会は、ユーザーから他のブラウザ製品の選択機会を奪うものだとしていた。

## 選択画面
BrowserChoiceのパッチはWindows Updateを通じて提供された。選択画面はInternet Explorerのブラウザ機能を利用しており、12種類のブラウザをランダムな順序で提示する。画面はInternet Explorerを標準のブラウザとして利用している欧州経済領域のユーザーに対して表示される。

## 提示されるブラウザ
選択画面での並び順はランダムだが、常にシェアの高い5つのブラウザが優先的に表示され、残り7種類のブラウザは画面を右にスクロールすることで表示される。当初はアルファベット順に表示される予定であったが、批判を受けて2グループをそれぞれランダムな順番で表示する方式へと変更した。
1つ目のグループでは特にシェアの高いInternet Explorer、Mozilla Firefox、Google Chrome、Opera、Maxthonが表示される。このグループ分けによりTrident、Gecko、WebKit、Prestoというメジャーなレイアウトエンジン4種類が含まれることになる。
また、2つ目のグループではややマイナーなAvant Browser、Comodo Dragon、K-Meleon、Lunascape、Rockmelt、SlimBrowser、SRWare Ironが表示されている。

## 公開後の変化
選択画面で提示された競合ブラウザのトラフィックは増加しており、少数派ブラウザがユーザーを獲得していることを示す結果が出ている。

## 変更履歴
- 2010年3月：公開。第一グループにはInternet Explorer、Mozilla Firefox、Google Chrome、Safari、Opera、第二グループにはAvant Browser、Flock、GreenBrowser、K-Meleon、Maxthon、Sleipnir、SlimBrowserが提示されていた。
- 2010年8月：GreenBrowserとSleipnirを一覧から外し、LunascapeとSRWare Ironを登録[5]。
- 2011年11月：第二グループのブラウザを6つに減らす。FlockとSlimBrowserが外され、Sleipnirを再登録。
- 2012年2月：第二グループを再び7つ増やす。Comodo DragonとRockmeltを追加し、Sleipnirを外す。
- 2012年8月：Windows版のSafariが提供終了となったのを受け、Maxthonが第一グループに移動、第二グループにはSlimBrowserを再登録。

## 批判
ページの作り方には批判も出ている。ブラウザ一覧はサーバサイドプログラムではなくJavaScriptを使用してランダムな順序に並べる仕組みとなっている。このためJavaScriptを無効化すると順番は固定される。また、当初はアルゴリズムに誤りがあり、並び順に偏りが出ていた。ただしこの問題はその後修正されている。
ブラウザの選び方についても批判が強い。提示されたブラウザの半分はTridentエンジン（Internet Explorerのブラウザエンジン）を利用するIEコンポーネントの製品であり、IE以外のブラウザを選択してもIEを引き続き使用していることに等しい。マイクロソフトは「合意を得た方法に基づいてWindows 7で最もよくつかわれる12種類のブラウザを提示する」ものだとしているが、開発者コミュニティからは批判の意見が出ている。
また、IEを初めて起動した場合、初期設定画面がブラウザ選択画面の上に表示され、設定を終えなければ選択機能が利用できない。Opera Softwareはこれに対して不満を述べている。

## ベンダーからの要望
第二グループは常に初期状態で隠され右へスクロールしないと表示できないが、これについてベンダー側から初期状態で表示される対象にして欲しいという要望が出たことがある。しかしマイクロソフト側は「今のところ変更する予定はない」と回答している。